# チュルボメカ パラス

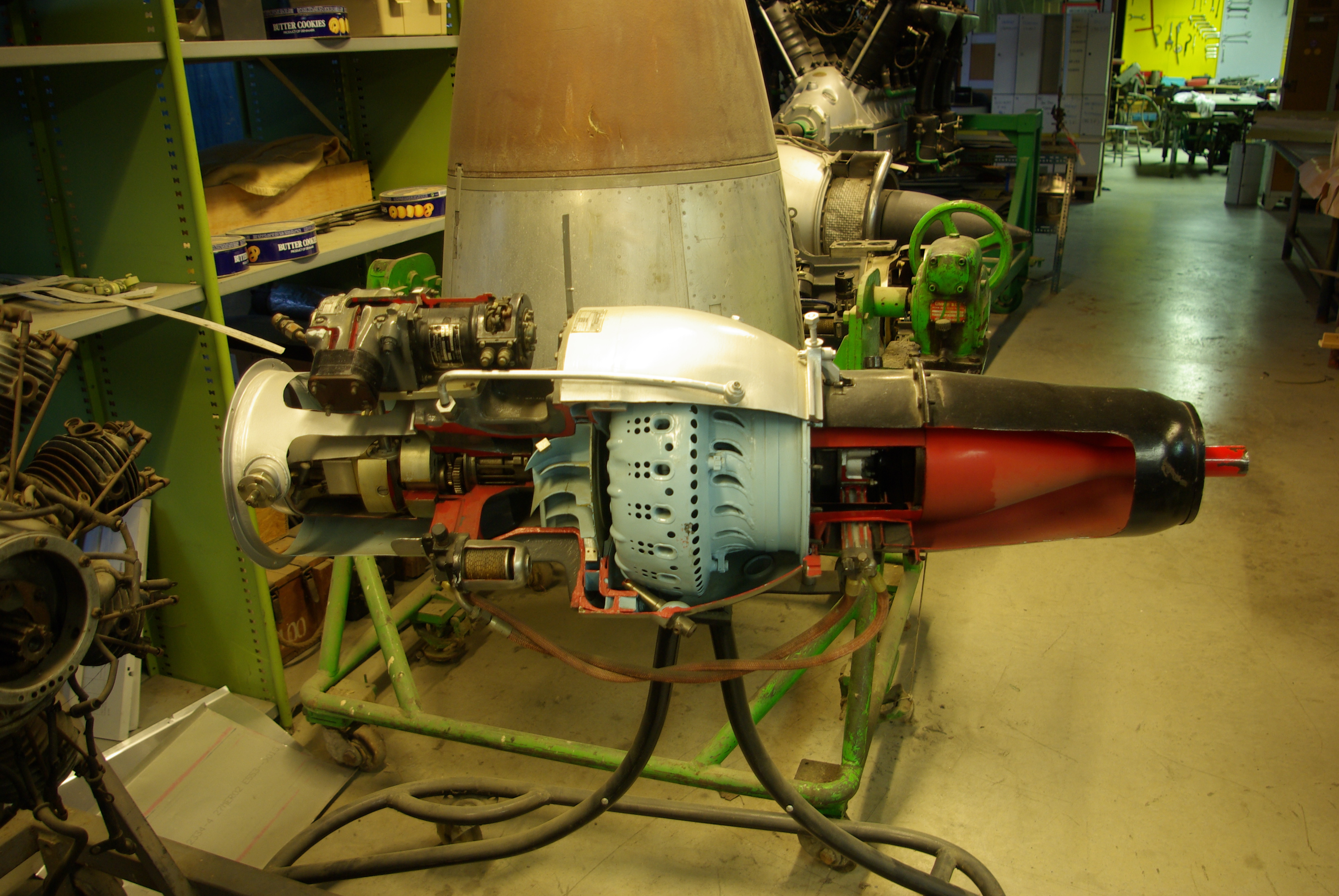
チュルボメカ パラスのカットアウェイ

パラス（Palas ）は小型機に使用された小型の遠心圧縮式ターボジェットエンジンである。1950年にフランスのチュルボメカで設計され、イギリスのブラックバーン・エアクラフトとアメリカ合衆国のコンチネンタル・モータースでライセンス生産された。

## 搭載機
パラスはショート シェルパ、フーガ マジステール、マイルズ スパロージェット、SIPA S-200やカプロニ トレント F.5といった、多くのモーターグライダーよりも小型のジェット機に使用された。

## 仕様
一般的特性
- 形式: ターボジェットエンジン
- 全長: 1.2 m (47.25 in)
- 直径: 405 mm (16 in)
- 乾燥重量: 72 kg (159 lb)

構成要素
- 圧縮機: 単段遠心式
- 燃焼器: アンニュラー型、回転燃料噴射
- タービン: 単段式、24または25枚のブレード
- 使用燃料: Jet A1

性能
- 推力: 1.6 kN (353 lbf)
- 全圧縮比（英語版）: 3.95:1
- 空気流量: 3.2 kg sec-1 (7.05 lb sec-1)
- タービン入口温度: 700°C
- 燃料流量: 0.117 kg N-1 h-1  (1.15 lb lbf-1  h-1 )
- 推力重量比: 22.2 N kg-1 (2.26 lbf lb-1)